# Gerner Wolff-Sneedorff
Gerner Wolff-Sneedorff (født 1. april 1850 på Engelholm, død 29. januar 1931) var en dansk godsejer, hofjægermester og kammerjunker, bror til H.C.T. Wolff-Sneedorff og far til Knud Wolff-Sneedorff.
Han var søn af etatsråd Benjamin Wolff og hustru Julie, født Sneedorff, blev uddannet som landmand og overtog herregården Grevensvænge i 1875.
Fra 1889-1911 ejede han desuden Vaar og 1906-25 Engelholm, som han 1925 overdrog til sin søn, Knud.
Han var formand for Sparekassen for Næstved og Omegn og Ridder af Dannebrog.
Han blev gift 25. august 1876 med Louise Bornemann (død 1879), datter af højesteretsassessor Cosmus Bornemann og hustru Wilhelmine født von Walterstorff.
Fra 1973 var Engelholm ejet og drevet af Gerner Wolff-Sneedorff d.y. (født 16. februar 1952), søn af Erik Wolff-Sneedorff (1922-2006).